# Volxemia dianella
Volxemia dianella là một loài bọ cánh cứng trong họ Cerambycidae.